# Рівне (Токмацька міська громада)
Рі́вне — село в Україні, у Токмацькій міській громаді Пологівського району Запорізької області. Населення становить 11 осіб. До 2020 орган місцевого самоврядування  —Новенська сільська рада.

## Географія
Село Рівне знаходиться на відстані 1 км від смт Копані (Оріхівський район).

## Історія
1775 — дата заснування як села Блюменталь.
В 1958 році перейменоване в село Рівне.
Відповідно до Розпорядження Кабінету Міністрів України від 12 червня 2020 року № 713-р «Про визначення адміністративних центрів та затвердження територій територіальних громад Запорізької області» увійшло до складу Токмацької міської громади.
Село тимчасово окуповане російськими військами 24 лютого 2022 року в ході російсько-української війни.